# Centipeda
Centipeda là một chi thực vật có hoa thuộc về họ cúc (Asteraceae).
Centipeda được sử dụng trong y học cổ truyền Trung Hoa và tại đó nó được gọi là 石胡荽 (thạch hồ tuy), tên dược học là Herba Centipeda.
Các tinh dầu dễ bay hơi thu được từ Centipeda đã được chứng minh là có tác dụng điều chỉnh kháng viêm nhờ sự kiềm chế các kích tố tế bào (cytokine) hỗ trợ viêm nhiễm trong mô hình sử dụng chuột cống. Trong một nghiên cứu khác có liên quan, Centipeda đã được chứng minh là có hiệu quả chống lại mô hình phấn hoa cỏ phấn hương (Ambrosia) bằng cách điều chỉnh sự thâm nhiễm của eosinophil và sự phát triển của tế bào phì đại (mast cell).

## Các loài
Chi này hiện có 11 loài được công nhận, bao gồm:
- Centipeda aotearoana
- Centipeda borealis
- Centipeda crateriformis
- Centipeda cunninghamii
- Centipeda elatinoides
- Centipeda minima
- Centipeda nidiformis
- Centipeda pleiocephala
- Centipeda pyrethraria
- Centipeda racemosa
- Centipeda thespidioides